# Somersworth
Somersworth – miasto w Stanach Zjednoczonych, w stanie New Hampshire, w hrabstwie Strafford.